# 말라위 콰차

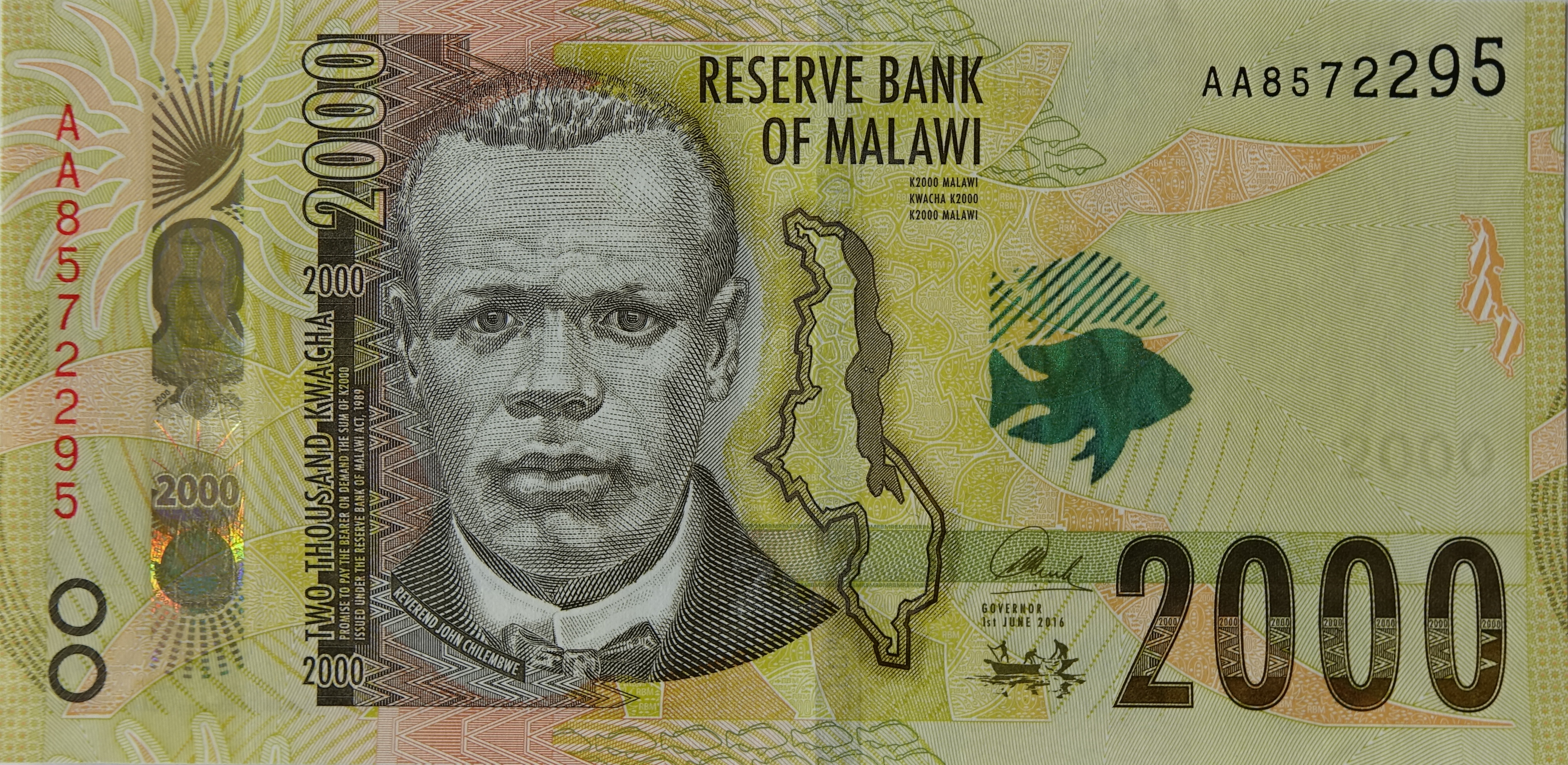

말라위 콰차(Malawian kwacha, ISO 4217 코드: MWK)는 1971년부터 말라위의 통화이다. 1 콰차는 100 탐발라 (tambala)로 나뉜다.

## 역사
1971년, 콰차는 말라위 파운드를 1 말라위 파운드 = 2 콰차 (1 콰차 = 10 실링)의 비율로 대체했다.

## 어원
콰차 (kwacha)라는 이름은 냔자어와 벰바어로 "새벽"을 뜻하고 탐발라 (tambala)라는 이름은 냔자어로 "수탉"이라는 뜻이다. 수탉은 첫 번째 1 탐발라 동전에 나와있었다.

## 동전
1971년, 동전은 1, 2, 5, 10, 20 탐블라의 종류로 도입되었다. 1, 2 탐발라 동전은 청동으로 주조되었고, 다른 동전들은 백동으로 주조되었다. 1986년, 백동 50 탐블라와 니켈 청동 1 콰차 동전이 추가되었다. 바이메탈 5, 10 콰차 동전은 (찍혀있는 년도는 2006년) 2007년 1월 에 풀어 놓았다. 이 동전들은 전부 현재 통용되고 있다.

## 지폐
1971년, 지폐는 액면 50 탐발라, 1, 2, 10 콰차 지폐가 도입되었다. 5 콰차 지폐는 2 콰차 지폐 발행이 중단되었을 때 1973년 도입되었다. 20 콰차 지폐는 1983년에 도입되었다. 50 탐발라 지폐는 1986년에 마지막으로 발행되었고 1 콰차 지폐는 마지막으로 1988년에 인쇄되었다. 50 콰차 지폐는 1983년, 100 콰차 지폐는 1993년, 200 콰차 지폐는 1995년, 500 콰차 지폐는 2001년에 도입되었다.
2008년 기준으로, 유통되고 있는 지폐의 종류는 다음과 같다.
| 1997년 시리즈 | 1997년 시리즈 | 1997년 시리즈     | 1997년 시리즈 | 1997년 시리즈                | 1997년 시리즈                                        | 1997년 시리즈   |
| 사진          | 액면          | 크기              | 색상          | 설명                         | 설명                                                 | 첫 인쇄한 날짜  |
| 사진          | 액면          | 크기              | 색상          | 앞면                         | 뒷면                                                 | 첫 인쇄한 날짜  |
| ------------- | ------------- | ----------------- | ------------- | ---------------------------- | ---------------------------------------------------- | --------------- |
|               | K5            | 126 × 63 밀리미터 | 녹색          | 존 칠렘브웨 (John Chilembwe) | 곡물을 분쇄하는 마을 주민                            | 1997년 7월 1일  |
|               | K10           | 132 × 66 밀리미터 | 갈색          | 존 칠렘브웨 (John Chilembwe) | 덤불 학교("bush" school)에 있는 어린이               | 1997년 7월 1일  |
|               | K20           | 138 × 69 밀리미터 | 자주색        | 존 칠렘브웨 (John Chilembwe) | 차 잎사귀를 수확하는 일하는 사람                     | 1997년 7월 1일  |
|               | K50           | 144 × 72 밀리미터 | 파란색        | 존 칠렘브웨 (John Chilembwe) | 블랜타이어에 있는 인디펜던스 아크 (Independence Arc) | 1997년 7월 1일  |
|               | K100          | 150 × 75 밀리미터 | 빨간색        | 존 칠렘브웨 (John Chilembwe) | 릴롱궤에 있는 케피털 힐 (Capital Hill)               | 1997년 7월 1일  |
|               | K200          | 156 × 78 밀리미터 | 파란색        | 존 칠렘브웨 (John Chilembwe) | 말라위 준비은행 건물                                 | 1997년 7월 1일  |
|               | K500          | 162 × 81          | 다색          | 존 칠렘브웨 (John Chilembwe) |                                                      | 2001년 12월 1일 |

## 같이 보기
- 콰차
- 잠비아 콰차